# Jake Doyle-Hayes
Jake Billy Doyle-Hayes (Ballyjamesduff, 30 de diciembre de 1998) es un futbolista profesional irlandés que juega como centrocampista en el Exeter City F. C. de la League One. Ha representado a la selección nacional de su país como internacional en categorías inferiores.

## Trayectoria
En su adolescencia, ojeadores lo observaron mientras jugaba en el Cavan-Monaghan, equipo representativo regional. Hubo interés de Manchester United y Chelsea, sin embargo optó por el Aston Villa, donde el excapitán de Irlanda Roy Keane era subdirector general . Doyle-Hayes hizo su debut para Aston Villa en la Copa de la Liga el 22 de agosto de 2017, empezando el partido en el mediocampo en una categórica victoria 4-1 sobre Wigan Athletic.
El 5 de septiembre de 2017 acordó un nuevo contrato de tres años con el club.
El 31 de enero de 2019 se unió al Cambridge United a préstamo por 6 meses. No obstante debido a una lesión y a las convocatorias internacionales, no pudo conseguir un puesto en el primer equipo y sólo tuvo 6 apariciones.
El 1 de agosto de 2019 arribó al Cheltenham Town, equipo de la EFL League Two también en calidad de préstamo por toda la temporada. Impresionó a los seguidores inmediatamente, y fue votado jugador del mes de agosto. Doyle-Hayes marcó su primer gol en la categoría senior el 17 de septiembre de 2019, en una victoria 3-2 sobre Bradford City.
En junio de 2021 fichó por el Hibernian F. C. de la Scottish Premiership. Disputó un total de 69 partidos y a inicios de 2025 llegó a un acuerdo para rescindir su contrato. En febrero de ese año se unió al Sligo Rovers F. C. de su país. Seis meses después regresó a Inglaterra para jugar en el Exeter City F. C.

## Clubes
| Club                              | País       | Año           |
| --------------------------------- | ---------- | ------------- |
| Aston Villa F. C.                 | Inglaterra | 2017-2020     |
| Cambridge United F. C. (préstamo) | Inglaterra | 2019          |
| Cheltenham Town F. C. (préstamo)  | Inglaterra | 2019-2020     |
| St. Mirren F. C.                  | Escocia    | 2020-2021     |
| Hibernian F. C.                   | Escocia    | 2021-2025     |
| Sligo Rovers F. C.                | Irlanda    | 2025          |
| Exeter City F. C.                 | Inglaterra | 2025-presente |